# Grim Dawn
Grim Dawn este un joc video de rol de acțiune (ARPG), dezvoltat și publicat de Crate Entertainment pentru Microsoft Windows în februarie 2016, cu lansare planificată pentru Xbox One în decembrie 2021. Dezvoltat folosind motorul Titan Quest, are loc în Cairn, o lume fictivă de fantezie întunecată vag bazată pe epoca victoriană și a primit recenzii în general favorabile din partea criticilor.

## Prezentare
Jocul are loc în Cairn, o lume întunecată, sfâșiată de război, în care un imperiu cândva mândru a ajuns în ruine, iar rasa umană este la limita extincției. Cairn a devenit punctul zero al unui război etern între două puteri din altă lume, Aetherialii, care văd corpurile umane ca pe o resursă de folosit, și Chthonienii, care intenționează să distrugă umanitatea înainte ca acest lucru să se întâmple.
Oamenii au intrat la un moment dat în comunicare cu ființe extra-dimensionale. Ei au învățat lucruri din șoaptele acestor entități din altă lume și, în cele din urmă, au încercat să deschidă un portal pentru a aduce pe cineva. Desigur, fiind paranoici față de necunoscut, așa cum sunt adesea oamenii, au conceput și o modalitate de a-l întemnița odată ce a trecut. Prin experimente, ei au aflat că aceste ființe, făcute din eter, un fel de energie spirituală, se puteau contopi cu mintea umană, stăpânind și controlând gazda dacă ar fi putut să submineze voința omului. Cercetătorii au descoperit că un om, odată posedat, a păstrat abilitățile sporite după ce ființa eterică a fost gonită de acesta. Desigur, această cercetare a scăpat de sub control, așa cum se întâmplă întotdeauna cu astfel de lucruri. Cercetătorii au adus mai mulți Aetheriali, care au evadat și au deschis mai multe portaluri spre propria lor lume, aducând  un număr și mai mare de frați ai lor.
În timp ce Aetherialii căutau să folosească corpurile umane ca resursă, Chthonienii păreau că vor să distrugă rasa umană înainte ca acest lucru să se întâmple. Acest război cataclismic nu numai că a decimat civilizația umană, dar a deformat însăși țesutul realității și, prin urmare, a dat viață unor noi orori.
Lumea Cairn nu mai poate fi niciodată complet restaurată în felul în care a fost cândva. Grim Dawn este o luptă de supraviețuire și adaptare la noua realitate sumbră. Mici enclave de supraviețuitori umani există împrăștiate în întreaga lume, ascunse în refugii. Acești oameni au privit în liniște invadatorii aflați în război cum se distrug unul pe celălalt și au învățat care sunt punctele forte și vulnerabilitățile inamicilor lor din altă lume. Câțiva supraviețuitori au început să dea dovadă de noi abilități ciudate după ce au supraviețuit posesiei sau expunerii la warp. Aceste puteri nefirești au ajuns să fie temute de unii, dar au început să dea multor oameni speranțe noi de a lansa o rezistență pentru a lupta împotriva „străinilor” și a recupera ce a mai rămas din lumea lor.

## Dezvoltare
Crate Entertainment a anunțat la 27 iulie 2009 că au licențiat motorul Titan Quest de la Iron Lore și a anunțat dezvoltarea lui Grim Dawn la 21 ianuarie 2010. Inițial, au fost dezvăluite puține detalii, Crate Entertainment afirmând pur și simplu că Grim Dawn este plasat într-o lume fictivă de fantezie întunecată vag bazată pe epoca victoriană.
Dezvoltarea Grim Dawn este notabilă pentru apelul deschis al Crate Entertainment către fanii lor în vederea unui sprijin financiar.